# Windows Embedded 8
Windows Embedded 8 è un sistema operativo per sistemi embedded della famiglia di sistemi operativi Windows Embedded. Si tratta di una versione a componenti di Windows 8 con ulteriori tecnologie che si adattano a Windows per l'utilizzo su dispositivi specializzati.

## Edizioni
- Windows Embedded 8 Industry Pro: Questa è l'edizione ideale per costruire gli sportelli automatici e dispositivi per i settori della sanità e la produzione, realizzando una nuova classe di dispositivi specifici del settore, con un design elegante, potente e un sistema operativo moderno.
- Windows Embedded 8 Industry Pro (vendita al dettaglio): Questa edizione fornisce specializzate funzionalità incorporate per ottenere il massimo dai dispositivi di vendita al dettaglio come i terminali POS, kiosk, scanner e molto altro.
- Windows Embedded 8 Industry Enterprise: Disponibile attraverso il canale dei contratti multilicenza di luglio, l'edizione Enterprise fornisce funzionalità incorporate specifiche, progettate per integrarsi perfettamente con Windows 8 Enterprise.